# Czesław Juroszek
Czesław Juroszek (ur. 20 czerwca 1934 r. w Rudzie, zm. 24 marca 2012 r. we Wrocławiu) – polski geolog, specjalizujący się w petrografii; nauczyciel akademicki związany z Uniwersytetem Wrocławskim.

## Życiorys
Urodził się w 1934 roku w Rudzie, obecnie dzielnica Rudy Śląskiej w rodzinie robotniczej. Najmłodsze lata i czas II wojny światowej spędził na Śląsku. Tam też ukończył szkołę podstawową. W 1951 roku przyjechał do Wrocławia, gdzie podjął po ukończeniu szkoły średniej studia geologiczne na Uniwersytecie Wrocławskim, które ukończył w 1959 roku magisterium. Następnie związał całe swoje życie zawodowe ze swoją macierzystą uczelnią. Przez wiele lat był asystentem, a potem po otrzymaniu stopnia naukowego doktora adiunktem w Zakładzie Mineralogii i Petrologii w Instytucie Nauk Geologicznych Uniwersytetu Wrocławskiego.
Był uznanym specjalistą w dziedzinie mineralogii, krystalografii i optyki kryształów, zasłużonym w badaniach skał sudeckich i wierceniach geologicznych na monoklinie przedsudeckiej. Należał do współorganizatorów studiów mineralogiczno-petrologicznych na Wydziale Nauk o Ziemi i Kształtowania Środowiska UWr. Był wieloletnim opiekun Studenckiego Koła Naukowego Geologów. Zmarł w 2012 roku we Wrocławiu i został pochowany 30 marca 2012 roku  na  cmentarzu św. Wawrzyńca przy ul. Bujwida we Wrocławiu